# Фернандо Касерес
Фернандо Касерес (ісп. Fernando Cáceres, нар. 7 лютого 1969, Великий Буенос-Айрес) — аргентинський футболіст, захисник.
Насамперед відомий виступами за аргентинський «Аргентинос Хуніорс», іспнаський «Сельта Віго», а також національну збірну Аргентини.
Чемпіон Аргентини. Володар Кубка Іспанії з футболу. Володар Кубка Кубків УЄФА. У складі збірної — володар Кубка Америки.

## Клубна кар'єра
Народився 7 лютого 1969 року в місті Великий Буенос-Айрес. Вихованець футбольної школи клубу «Аргентинос Хуніорс». Дорослу футбольну кар'єру розпочав 1986 року в основній команді того ж клубу, в якій провів п'ять сезонів, взявши участь у 113 матчах чемпіонату.  Більшість часу, проведеного у складі «Аргентинос Хуніорс», був основним гравцем захисту команди.
Згодом з 1991 по 2006 рік грав у складі команд клубів «Рівер Плейт», «Реал Сарагоса», «Бока Хуніорс», «Валенсія», «Сельта Віго», «Кордова» та «Індепендьєнте» (Авельянеда). Протягом цих років виборов титул володаря Кубка Іспанії з футболу, ставав володарем Кубка Кубків УЄФА.
Завершив професійну ігрову кар'єру у клубі «Аргентинос Хуніорс», у складі якого вже виступав раніше. Прийшов до команди 2006 року, захищав її кольори до припинення виступів на професійному рівні у 2007.

## Виступи за збірні
1985 року дебютував у складі юнацької збірної Аргентини.
1992 року дебютував в офіційних матчах у складі національної збірної Аргентини. Протягом кар'єри у національній команді, яка тривала 6 років, провів у формі головної команди країни 24 матчі, забивши 1 гол.
У складі збірної був учасником чемпіонату світу 1994 року у США, розіграшу Кубка Америки 1993 року в Еквадорі, здобувши того року титул континентального чемпіона, а також розіграшу Кубка Америки 1995 року в Уругваї.

## Титули і досягнення
- Чемпіон Аргентини (1):

«Рівер Плейт»:  1991-92
- Володар Кубка Іспанії з футболу (1):

«Реал Сарагоса»:  1993–94
- Володар Кубка Кубків УЄФА (1):

«Реал Сарагоса»:  1994–95
- Чемпіон Південної Америки (U-16): 1985
- Володар Кубка Америки (1):

Аргентина: 1993